# Belén Fabra

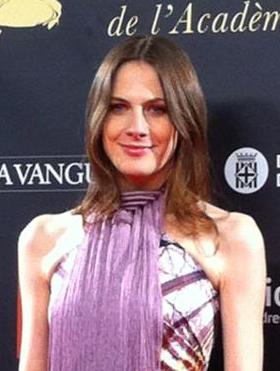
Belén Fabra bei der Premis Gaudí 2013

Belén Fabra (* 3. November 1977 in Tortosa) (Belén Fabra Homedes) ist eine spanische Schauspielerin.

## Leben
Fabra begann ihre Schauspielkarriere mit mehreren kleinen Rollen in Theaterstücken, Filmen und Fernsehserien. Der Durchbruch kam dann 2007 mit dem Theaterstück Plataforma, für das sie beim Premios Max und Valle-Inclán nominiert wurde. Im selben Jahr hatte sie eine Rolle in dem Film Canciones de amor en Lolita’s Club. Ein Jahr später spielte sie die Valerie in Tagebuch einer Nymphomanin, basierend auf dem gleichnamigen autobiografischen Roman von Valérie Tasso.
2010 war sie im Ersten an der Seite von Tobias Moretti, Gottfried John und Maximilian Schell im deutsch-österreichisch-spanischen Spielfilm Operation Schwarze Nelken (Flores Negras) zu sehen.
Fabra spricht fließend Katalanisch, Spanisch, Englisch und ein wenig Italienisch.

## Filmografie

### Film
- 2001: L'estratègia del cucut (TV)
- 2001: El lado oscuro del corazón 2
- 2001: Carles, príncep de Viana (TV)
- 2003: Joc de mentides (TV)
- 2004: Mai storie d’amore in cucina
- 2007: Pactar amb el gat
- 2007: Positus (TV)
- 2007: Lolita’s Club (Canciones de amor en Lolita's Club)
- 2008: Tagebuch einer Nymphomanin (Diario de una ninfómana)
- 2009: Operation Schwarze Blumen (Flores Negras)
- 2009: L’estació de l’oblit
- 2010: Res publica
- 2015: Die Leiche der Anna Fritz (El cadáver de Anna Fritz)
- 2020: Tocats pel foc
- 2020: Voces – Die Stimmen (Voces)
- 2021: La familia perfecta
- 2022: Lugares a los que nunca hemos ido
- 2023: Chinas
- 2024: Políticamente incorrectos

### Fernsehserien
- 2002: Majoria absoluta – Obsexions
- 2003: Pepe Carvalho – Rendezvous mit dem Tod
- 2006: Hospital Central – No quieras con desgana
- 2007: Planta 25 (2 Folgen)
- 2008: Zoo (3 Folgen)
- 2010–2013: Gran Reserva (39 Folgen)
- 2012: Imperium (6 Folgen)
- 2017: El ministerio del tiempo (7 Folgen)
- 2018: Origin – Bright Star
- 2019: Instinto (4 Folgen)
- 2020: Hanna –The List
- 2021: La caza. Monteperdido (3 Folgen)
- 2024: Unsichtbar (Invisible, 4 Folgen)

### Theater
- 2001: Què de què (l’actualitat a escena)
- 2003: Migracions.es
- 2005: Happy Hour
- 2006: La fam
- 2007: Tirant lo Blanc
- 2007: Plataforma
- 2008: Jugar amb un tigre

## Preise und Nominierungen
- Gaudí Awards als Hauptdarstellerin für Tagebuch einer Nymphomanin, Nominierung, 2008
- Premios Max für beste Schauspielerin in einem Theaterstück, Plataforma, 2007
- Valle-Inclán für beste Schauspielerin in einer Nebenrolle, Plataforma, 2007